# 尖叶木属
尖叶木属（学名：Urophyllum）是茜草科下的一个属，为乔木或灌木植物。该属共有约150种，分布于热带亚洲和非洲。